# Lindsay Duncan

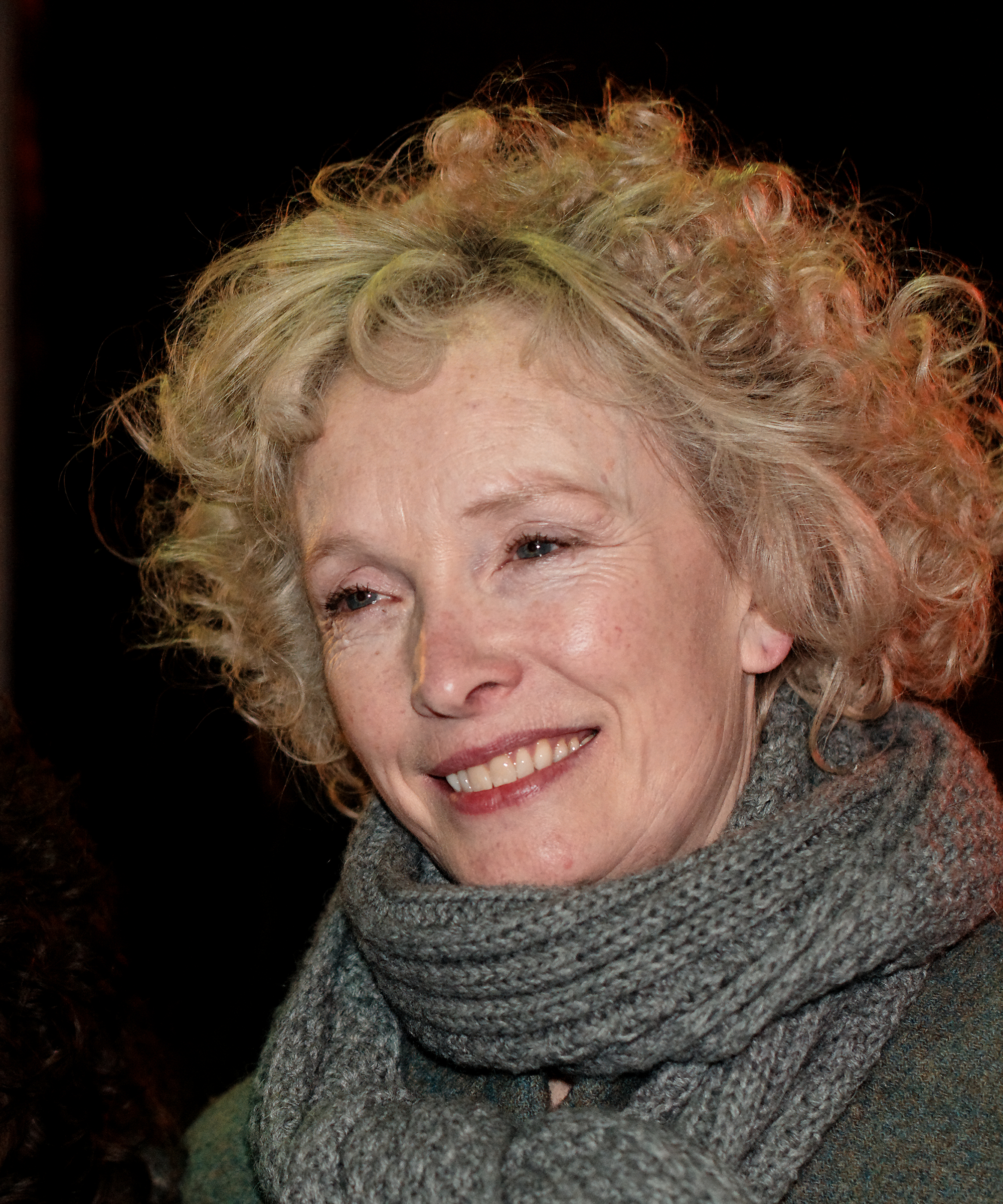
Lindsay Duncan (2011)

Lindsay Vere Duncan, CBE, (* 7. November 1950 in Edinburgh, Schottland) ist eine britische Schauspielerin.

## Leben
Lindsay Duncan wurde am 7. November 1950 in Edinburgh geboren und besuchte die King Edward VI High School for Girls in Birmingham. Später studierte sie an der Central School of Speech and Drama. Ihre Karriere begann sie am Theater, bevor sie in den 1980er Jahren auch in Fernsehproduktionen auftrat. Duncan ist Mitglied in der Royal Shakespeare Company und erhielt für ihre Rolle im Stück Private Lives im Jahr 2002 den Tony Award als beste Hauptdarstellerin.
Duncan ist mit dem Schauspieler Hilton McRae verheiratet, mit dem sie einen Sohn hat.

## Filmografie (Auswahl)
- 1975: Further Up Pompeii! (Fernsehfilm)
- 1976: One-Upmanship (Fernsehserie, Folge 1x03 Womanship)
- 1977: Mit Schirm, Charme und Melone (The New Avengers, Fernsehserie, Folge Angels of Death)
- 1987: Das stürmische Leben des Joe Orton (Prick Up Your Ears)
- 1989: Traffik (Miniserie, sechs Folgen)
- 1989: The Child Eater (Kurzfilm)
- 1990: Schrei in der Stille (Reflecting Skin)
- 1991: Body Parts
- 1999: Mansfield Park
- 1999: Ein perfekter Ehemann (An Ideal Husband)
- 2003: Unter der Sonne der Toskana (Under the Tuscan Sun)
- 2005: Der blaue Express (The Mystery of the Blue Train)
- 2005–2007: Rom (Rome, Fernsehserie, 18 Folgen)
- 2006: Die Moormörderin von Manchester (Longford, Fernsehfilm)
- 2009: Doctor Who (Fernsehserie, Folge Der rote Garten)
- 2010: Alice im Wunderland (Alice in Wonderland)
- 2010: Christopher und Heinz – Eine Liebe in Berlin (Christopher and His Kind)
- 2010: Agatha Christie’s Marple (Fernsehserie, 1 Folge)
- 2011: Black Mirror (Fernsehserie, Folge 1x01)
- 2011: Laconia (The Sinking of the Laconia)
- 2011–2012: Merlin – Die neuen Abenteuer (Merlin, Fernsehserie, 2 Folgen)
- 2012: Kommissar Wallander: Vor dem Frost
- 2013: Last Passenger
- 2013: Alles eine Frage der Zeit (About Time)
- 2013: Le Weekend (Le Week-End)
- 2014: The Honourable Woman (Fernsehserie, 6 Folgen)
- 2014: Birdman oder (Die unverhoffte Macht der Ahnungslosigkeit) (Birdman or (The Unexpected Virtue of Ignorance))
- 2014, 2017: Sherlock (Fernsehserie, 3 Folgen)
- 2016: Alice im Wunderland: Hinter den Spiegeln (Alice Through the Looking Glass)
- 2016: Close to the Enemy (Fernsehserie, Folgen 1x02–1x07)
- 2017: Begabt – Die Gleichung eines Lebens (Gifted)
- 2017: The Leftovers (Fernsehserie, 5 Folgen)
- 2018–2022: A Discovery of Witches (Fernsehserie, 15 Episoden)
- 2019: Little Joe – Glück ist ein Geschäft (Little Joe)
- 2019: Blackbird – Eine Familiengeschichte (Blackbird)
- 2020: Made in Italy
- 2021: In 80 Tagen um die Welt (Around The World In 80 Days, Fernsehserie)
- 2022: The Split – Beziehungsstatus ungeklärt (The Split, Fernsehserie, 1 Episode)
- seit 2023: Das Rad der Zeit (The Wheel of Time, Fernsehserie)